# Hirairi
Hirairi ou hirairi-zukuri (平入·平入造) é uma estrutura de arquitetura tradicional japonesa, onde a entrada principal do edifício fica do lado paralelo ao cume do telhado (do lado sem o gablete). Os estilos da arquitetura xintoísta shinmei-zukuri, nagare-zukuri, hachiman-zukuri, e hie-zukuri pertencem a este tipo. Esta característica está presente principalmente em ambientes religiosos.

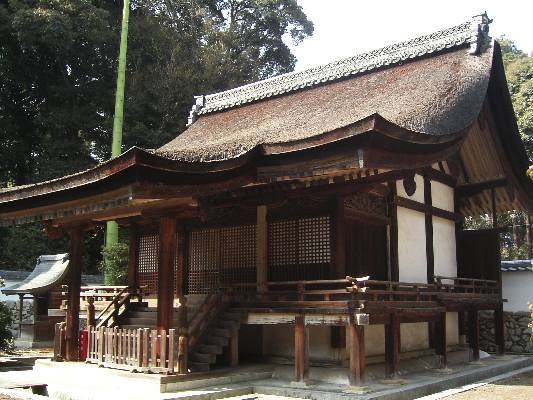
O estilo Hirairi: a entrada situa-se no lado oposto ao lado do gablete.

Em edifícios residenciais, o lado da entrada é geralmente o de maior comprimento, o que a partir do período Edo o lado oposto tornou-se comummente utilizado.